# James A. Robinson
James Alan Robinson, född 27 februari 1960, är en brittisk-amerikansk nationalekonom och statsvetare. Han är professor vid Harris School of Public Policy vid University of Chicago. Vid Harris leder han också Pearson Institute for the Study and Resolution of Global Conflicts. Robinson undervisade tidigare vid Harvard University från 2004 till 2015. Robinsons främsta forskningsområden är politisk ekonomi och jämförande statsvetenskap, samt ekonomisk och politisk utveckling.
Tillsammans med Daron Acemoğlu är han medförfattare till flera böcker, inklusive The Narrow Corridor, Why Nations Fail och Economic Origins of Dictatorship and Democracy. Robinson, Acemoğlu och Simon Johnson tilldelades ekonomipriset till Alfred Nobels minne år 2024 för sina studier av hur institutioner formas och påverkar välstånd.
Boken Why Nations Fail är central i Nobelpris-utmärkelsen. Den  behandlar frågan om varför olika länder är fattiga och rika samt pekar på institutionernas betydelse för den ekonomiska utvecklingen. Boken är tillgänglig fritt digitalt från Internet Archive.

## Biografi
James A. Robinson avlade kandidatexamen i nationalekonomi vid London School of Economics 1982, en Master of Arts vid University of Warwick 1986 och en doktorsexamen i ekonomisk teori och arbetsmarknadsrelationer vid Yale University 1993.
Han utnämndes 2004 till docent i statsvetenskap vid Harvard University. Han innehade senare namngivna professurer vid Harvard, först som David Florence Professor of Government (2009–2014) och senare som Wilbur A. Cowett Professor of Government (2014–2015). Den 1 juli 2015 utnämndes han till professor vid Harris School of Public Policy Studies vid University of Chicago. Han innehar också Reverend Dr. Richard L. Pearson-professuren i globala konfliktstudier. Den 9 maj 2016 tilldelades Robinson ett hedersdoktorat av Mongoliets nationaluniversitet under sitt första besök i landet.